# Idris destructor
Idris destructor är en stekelart som beskrevs av Mikhail Vasilievich Kozlov och Kononova 2001. Idris destructor ingår i släktet Idris och familjen Scelionidae. Inga underarter finns listade i Catalogue of Life.